# Lydon Micallef
Lydon Micallef (ur. 16 maja 1992) – maltański piłkarz, napastnik, występujący w klubie Balzan Youths FC. Młodzieżowy reprezentant Malty.